# Pikku Haukijärvi (Gällivare socken, Lappland, 741826-171622)
Pikku Haukijärvi är en sjö i Gällivare kommun i Lappland och ingår i Råneälvens huvudavrinningsområde.